# 江野スミ
江野 スミ（えの スミ、 生年月日：1991年2月9日- ）は、日本の漫画家。女性。代表作に『美少年ネス』『たびしカワラん!!』『亜獣譚』『アフターゴッド』がある。卓越した画力と鋭敏な心理描写により「鬼才」と評される。

## 略歴
2014年8月、裏サンデー第3回連載投稿トーナメントに『たびしカワラん!!』を投稿し、2位を獲得。2014年12月『美少年ネス』でデビュー。2015年2月より『たびしカワラん!!』も連載し、2月から12月までは『美少年ネス』と『たびしカワラん!!』を同時連載。
2016年12月から2020年2月まで『亜獣譚』を連載。
2021年8月より『アフターゴッド』を江野朱美名義にて連載中。同作で「次にくるマンガ大賞2023」Webマンガ部門第8位を受賞。「My anime list2023・2024」で Should Be Anime に2年連続選出。2024年6月、7巻時点での累計発行部数は62万部。

## 作品リスト
美少年ネス
- 裏サンデー、MangaONEにて連載（2014年12月12日 - 2015年12月11日配信）、全3巻。
- 略称「美ネス」。
- 全人類を美少年にしたいと考える"先生"と、その先生の家"美少年ネス"に集まる少年たちのコメディー。

たびしカワラん!!
- 裏サンデー、MangaONEにて連載（2015年2月26日 - 2016年9月23日配信）、全4巻。
- 略称「たびカワ」。
- 呪術師・クレイシハラと大学非常勤講師・瓦屋千蔭による愛の物語。

亜獣譚
- 裏サンデー、MangaONEにて連載（2016年12月18日 - 2020年2月9日完結）、全8巻。

アフターゴッド
- 江野朱美名義で裏サンデー、MangaONEにて連載（2021年8月10日 - 連載中）、既刊9巻。

売れっ子漫画家×うつ病漫画家
- 溺英恵（でき はなえ）名義のWeb漫画。個人サイト、pixiv上にて掲載中。
- 略称「売れうつ」。

## その他活動
- 2016年12月　「たびしカワラん！！4巻発売&完結記念・江野スミトークライブ」出演[5]
- 2016年12月　BELLRING少女ハートのTシャツイラスト[6]
- 2021年3月　映画「キャラクター」の劇中漫画「34」を担当[7]